# Kathedrale von Concepción (Chile)

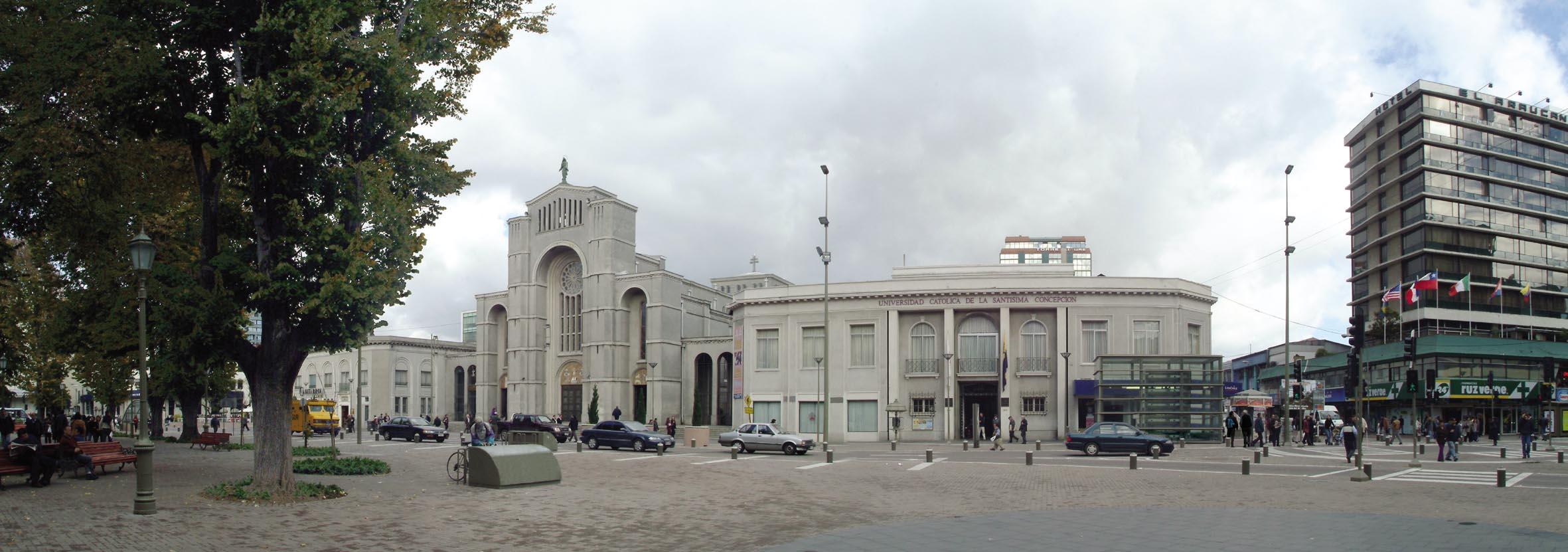
Kathedrale von Concepción

Die Kathedrale von Concepción ist die Kathedrale des römisch-katholischen Erzbistums Concepción in Concepción, Chile. Der Bau der 22 Meter hohen Kathedrale begann 1940; 1964 war er vollendet.
Der Innenraum ist im Stil der Neoromanik und der Modernen Kunst gestaltet. Die Kathedrale bietet eine reichhaltige Mischung architektonischer und künstlerischer Stile.